# Imblattella sinaloae
Imblattella sinaloae är en kackerlacksart som först beskrevs av Morgan Hebard 1923.  Imblattella sinaloae ingår i släktet Imblattella och familjen småkackerlackor. Inga underarter finns listade i Catalogue of Life.